# Pseudaesopia japonica
Pseudaesopia japonica is een straalvinnige vissensoort uit de familie van de eigenlijke tongen (Soleidae). De wetenschappelijke naam van de soort is voor het eerst geldig gepubliceerd in 1860 door Bleeker.